# 거짓말쟁이 빌리
거짓말쟁이 빌리(Billy Liar)는 영국에서 제작된 존 슐레진저 감독의 1963년 코미디 영화이다. 톰 커트니 등이 주연으로 출연하였고 조셉 자니 등이 제작에 참여하였다.

## 출연

### 주연
- 톰 커트니

### 조연
- 윌프레드 피클즈
- 모나 워쉬
- 에델 그리피즈
- 핀레이 커리
- 헬렌 프레이저
- 줄리 크리스티

## 제작진
- 협력프로듀서: 잭 릭스
- 미술: 레이 심